# Herochroma sinapiaria
Herochroma sinapiaria là một loài bướm đêm thuộc họ Geometridae. Loài này có ở Trung Quốc (Thiểm Tây, Hồ Nam, Vân Nam, Tứ Xuyên, Tây Tạng).